# La mosca en la ceniza
La mosca en la ceniza es una película argentina estrenada el 25 de marzo de 2010 en Argentina, con guion y dirección de Gabriela David que tiene como protagonistas a María Laura Cáccamo, Paloma Contreras, Luis Machín, Luciano Cáceres, Cecilia Rossetto, Vera Carnevale y Dalma Maradona. Es un drama que gira en torno a la amistad de dos jóvenes del interior del país que mediante engaños son traídas a la gran ciudad para ser explotadas como prostitutas. Este filme, que obtuvo el respaldo del público y la crítica, fue galardonado con varios premios.

## La directora
Gabriela David es una guionista y directora de cine argentina que nació en 1960 en la ciudad de Mar del Plata, Provincia de Buenos Aires y falleció en noviembre de 2010. Es la hija mayor del también fallecido director de cine Mario David. En 1978 fue asistente de dirección en el filme La rabona dirigido por su padre y luego de realizar cuatro cortometrajes y trabajar como asistente en otras películas dirigió en 2000 su primer largometraje: Taxi, un encuentro, sobre su propio guion y con producción independiente, muy bien acogido por la crítica. 

## Reparto
- María Laura Cáccamo ... Nancy
- Paloma Contreras ... Pato
- Luis Machín ... Mozo José
- Luciano Cáceres ... Oscar
- Cecilia Rossetto ... Susana
- Vera Carnevale ... Rubia
- Dalma Maradona ... Inés / Vanesa
- Ailín Salas ... Francisca / Denise
- Isabel Quinteros ... Julia
- Elvira Villarino ... Madre de Nancy
- Adriana Ferrer ... Madre de Pato
- Alfredo Castellani ... Raúl
- Guillermo Leinung ... Vecino

## Opinión de la directora
Gabriela David declaró en un reportaje que el filme narra una historia dura, pero sin caer en golpes bajos, pese a tratarse de un material que en algunas ocasiones se presta para eso, o sea para emociones más efectistas. El tema es un fenómeno que sucede en todo el mundo, los europeos hablan de prostitución forzada pero es más que eso, esto es trata de personas, un mercado de seres en una esclavitud. Su meta era crear un clima opresivo, generar esa atmósfera sin caer en lo explícito, en lo obvio.
El guion fue escrito muchos años antes de que se estrenara la popular telenovela Vidas Privadas, un ciclo que a nivel masivo puede haber causado mucho impacto, pues una obra artística puede sensibilizar. Este es un tema que en el imaginario colectivo está aceptado íntimamente por la sociedad, dentro de la condición humana de alguna manera. Desde épocas remotas hay un cierto aval, como que los hombres necesitan de las prostitutas o tal vez como un desprecio a cierta parte de la sociedad que está socialmente marginada. Por sobre todo habla de una fuerte relación de amistad y lealtad entre dos mujeres, o sea plantear la mirada femenina, porque muchas veces la lealtad solo ha sido asociada a lo masculino.
Respecto de la participación del actor Luis Machín dice que por su amplia y destacada trayectoria no estaba para hacer un personaje especial, sino para los protagónicos pero sin embargo aceptó hacer ese papel no solo por el encanto que le generó el personaje sino el proyecto puntualmente.

## Producción
En una entrevista la directora declaró que su proyecto nació en 2005. Había leído acerca de una chica que había logrado escaparse de un burdel clandestino, al que ingresó engañada y le llamó la atención que estuviera en un barrio acomodado de la ciudad y no en zona de estaciones terminales, o sea rodeada de gente de buen nivel social que al parecer no había visto que allí entraban hombres, que llevaban chicas muy jóvenes. Como además tenía ganas de escribir acerca de una pareja de amigas, le pareció que debía escribir sobre esto.
Respecto de los actores, explicó que los personajes de Nancy y Pato eran muy potentes. Nancy tenía que ser aniñada para dar mucho menos edad de la que tenía, por eso no dudó cuando vio a María Laura Cáccamo en el teatro, con su figura tan chiquitita y una voz que no acompañaba a la imagen aniñada. Para el personaje de Pato pensaba en una morocha de ojos negros, alguien que tiene ganas de progresar, convencida de que la educación es progreso, y por eso eligió a Paloma Contreras a la que descubrió cuando estaba haciendo Teatro x la Identidad.

## Críticas
El crítico Claudio D. Minghetti señaló en el diario La Nación que David no recurrió a formatos reiterados hasta el cansancio por buena parte del cine que pretende ser vanguardia ni cayó en los lugares comunes del cine comercial, bien acostumbrado a exponer lo que no puede sugerir, a explicar lo que el espectador debería entender sin necesidad de trazos gruesos.
El filme gira en torno a la amistad de dos chicas muy diferentes entre sí (no solo por lo que surge a simple vista), y lo hace a partir del crecimiento del personaje de Nancy, una interpretación memorable de María Laura Cáccamo. Esta mujer con cuerpo de adolescente, sonrisa cándida y reflexiones inocentes, no obstante esperanzadas, conmueve y sacude a la vez. Una composición no solo intelectual, sino principalmente física: su forma de caminar, su particular tono de voz, la vuelta una y otra vez sobre la historia de la mosca -esa de que a pesar de ahogada puede resucitar si se la cubre de cenizas- convierte a su personaje en protagonista absoluto. Son destacables sus encuentros con José, el mozo desdentado que la ilusiona, encarnado por Luis Machín, otra oportuna elección de la directora.
Al hábil manejo de los climas, la cámara y el montaje, se agregan las actuaciones: el dolor en la mirada de Paloma Contreras, la convicción de Dalma Maradona, Vera Carnevale y Ailín Salas encarnando a las otras prostitutas y, muy en especial, el cinismo y la violencia, tan bien transmitidos por Luciano Cáceres y por Cecilia Rossetto. Una película que logra transmitir lo que se propuso: una historia de amistad, a pesar del horror que significa gritar desesperadamente sin que nadie escuche o, lo que es peor todavía, sin que nadie parezca querer hacerlo.

## Premios y nominaciones

### Festival de Cine Iberoamericano de Huelva
| Año  | Categoría                                | Película              | Resultado |
| ---- | ---------------------------------------- | --------------------- | --------- |
| 2009 | Carabela de Plata para mejor ópera prima | La mosca en la ceniza | Ganadora  |